# Richard Morales
Richard Javier Morales Aguirre, soprannominato El Chengue (Montevideo, 21 febbraio 1975), è un allenatore di calcio ed ex calciatore uruguaiano, di ruolo attaccante.

## Carriera

### Giocatore

#### Club
Muove i primi passi come punta nel Platense, trasferendosi poi nel Basañez, in cui viene notato e messo sotto contratto dal Nacional. Nei 3 anni nella squadra bianco-blu di Montevideo diventa uno dei giocatori atleticamente più apprezzati, grazie alle sue doti fisiche, specialmente in elevazione e nel difendere il pallone. Dopo le buone prestazioni nel Campionato di calcio uruguaiano, con 24 gol in 28 presenze nella stagione 2002 fa il grande passo ed esordisce in Europa nelle file dell'Osasuna. Nella Liga spagnola riesce a segnare 11 gol in 50 presenze, confermando le sue doti di attaccante magari non molto prolifico dal punto di vista realizzativo, ma importante nel gioco di squadra. Nel 2005 passa al Malaga, squadra in cui non ripete le imprese dei tempi dell'Osasuna, realizzando solo 4 gol in 42 presenze. Al termine della stagione 2006-2007 torna al Nacional, per poi indossare le maglie di Grêmio, LDU Quito e Fénix prima di concludere la sua carriera agonistica nel 2010.

#### Nazionale
Con la Nazionale di calcio dell'Uruguay ha preso parte al campionato del mondo 2002, andando a segno nella partita contro il Senegal valevole per la fase a gironi.

### Allenatore
Dal 2016 ha affiancato Paolo Montero nel ruolo di vice allenatore nelle squadre dirette dall'ex difensore di Atalanta e Juventus: Boca Unidos, Colón e Rosario Central.

## Statistiche

### Cronologia presenze e punti in Nazionale
| Cronologia completa delle presenze e delle reti in nazionale ― Uruguay | Cronologia completa delle presenze e delle reti in nazionale ― Uruguay | Cronologia completa delle presenze e delle reti in nazionale ― Uruguay | Cronologia completa delle presenze e delle reti in nazionale ― Uruguay | Cronologia completa delle presenze e delle reti in nazionale ― Uruguay | Cronologia completa delle presenze e delle reti in nazionale ― Uruguay | Cronologia completa delle presenze e delle reti in nazionale ― Uruguay | Cronologia completa delle presenze e delle reti in nazionale ― Uruguay |
| Data                                                                   | Città                                                                  | In casa                                                                | Risultato                                                              | Ospiti                                                                 | Competizione                                                           | Reti                                                                   | Note                                                                   |
| ---------------------------------------------------------------------- | ---------------------------------------------------------------------- | ---------------------------------------------------------------------- | ---------------------------------------------------------------------- | ---------------------------------------------------------------------- | ---------------------------------------------------------------------- | ---------------------------------------------------------------------- | ---------------------------------------------------------------------- |
| 13-7-2001                                                              | Medellín                                                               | Bolivia                                                                | 0 – 1                                                                  | Uruguay                                                                | Coppa America 2001 - 1º turno                                          | -                                                                      |                                                                        |
| 16-7-2001                                                              | Medellín                                                               | Uruguay                                                                | 1 – 1                                                                  | Costa Rica                                                             | Coppa America 2001 - 1º turno                                          | -                                                                      |                                                                        |
| 19-7-2001                                                              | Medellín                                                               | Uruguay                                                                | 0 – 1                                                                  | Honduras                                                               | Coppa America 2001 - 1º turno                                          | -                                                                      | 67’                                                                    |
| 22-7-2001                                                              | Armenia                                                                | Costa Rica                                                             | 1 – 2                                                                  | Uruguay                                                                | Coppa America 2001 - Quarti di finale                                  | -                                                                      |                                                                        |
| 25-7-2001                                                              | Pereira                                                                | Messico                                                                | 2 – 1                                                                  | Uruguay                                                                | Coppa America 2001 - Semifinale                                        | 1                                                                      | 90’                                                                    |
| 7-10-2001                                                              | Montevideo                                                             | Uruguay                                                                | 1 – 1                                                                  | Colombia                                                               | Qual. Mondiali 2002                                                    | -                                                                      | 75’                                                                    |
| 14-11-2001                                                             | Montevideo                                                             | Uruguay                                                                | 1 – 1                                                                  | Argentina                                                              | Qual. Mondiali 2002                                                    | -                                                                      | 63’                                                                    |
| 25-11-2001                                                             | Montevideo                                                             | Uruguay                                                                | 3 – 0                                                                  | Australia                                                              | Qual. Mondiali 2002                                                    | 2                                                                      | 66’ 70’                                                                |
| 13-2-2002                                                              | Montevideo                                                             | Uruguay                                                                | 2 – 1                                                                  | Corea del Sud                                                          | Amichevole                                                             | -                                                                      |                                                                        |
| 27-3-2002                                                              | Dammam                                                                 | Arabia Saudita                                                         | 3 – 2                                                                  | Uruguay                                                                | Amichevole                                                             | -                                                                      | 46’                                                                    |
| 17-4-2002                                                              | Milano                                                                 | Italia                                                                 | 1 – 1                                                                  | Uruguay                                                                | Amichevole                                                             | -                                                                      | 57’                                                                    |
| 21-5-2002                                                              | Singapore                                                              | Singapore                                                              | 1 – 2                                                                  | Uruguay                                                                | Amichevole                                                             | 2                                                                      |                                                                        |
| 1-6-2002                                                               | Ulsan                                                                  | Uruguay                                                                | 1 – 2                                                                  | Danimarca                                                              | Mondiali 2002 - 1º turno                                               | -                                                                      | 88’                                                                    |
| 11-6-2002                                                              | Suwon                                                                  | Senegal                                                                | 3 – 3                                                                  | Uruguay                                                                | Mondiali 2002 - 1º turno                                               | 1                                                                      | 46’                                                                    |
| 20-11-2002                                                             | Caracas                                                                | Venezuela                                                              | 1 – 0                                                                  | Uruguay                                                                | Amichevole                                                             | -                                                                      |                                                                        |
| 7-7-2004                                                               | Chiclayo                                                               | Messico                                                                | 2 – 2                                                                  | Uruguay                                                                | Coppa America 2004 - 1º turno                                          | -                                                                      | 78’ 80’                                                                |
| 24-7-2004                                                              | Cusco                                                                  | Colombia                                                               | 1 – 2                                                                  | Uruguay                                                                | Coppa America 2004 - Finale 3º posto                                   | -                                                                      |                                                                        |
| 12-10-2004                                                             | La Paz                                                                 | Bolivia                                                                | 0 – 0                                                                  | Uruguay                                                                | Qual. Mondiali 2006                                                    | -                                                                      | 78’                                                                    |
| 17-11-2004                                                             | Montevideo                                                             | Uruguay                                                                | 1 – 0                                                                  | Paraguay                                                               | Qual. Mondiali 2006                                                    | -                                                                      | 46’                                                                    |
| 26-3-2005                                                              | Santiago                                                               | Cile                                                                   | 1 – 1                                                                  | Uruguay                                                                | Qual. Mondiali 2006                                                    | -                                                                      | 69’                                                                    |
| 7-6-2005                                                               | Lima                                                                   | Perù                                                                   | 0 – 0                                                                  | Uruguay                                                                | Qual. Mondiali 2006                                                    | -                                                                      | 83’                                                                    |
| 17-8-2005                                                              | Gijón                                                                  | Spagna                                                                 | 2 – 0                                                                  | Uruguay                                                                | Amichevole                                                             | -                                                                      | 70’                                                                    |
| 4-9-2005                                                               | Montevideo                                                             | Uruguay                                                                | 3 – 2                                                                  | Colombia                                                               | Qual. Mondiali 2006                                                    | -                                                                      | 69’                                                                    |
| 8-10-2005                                                              | Quito                                                                  | Ecuador                                                                | 0 – 0                                                                  | Uruguay                                                                | Qual. Mondiali 2006                                                    | -                                                                      | 76’                                                                    |
| 12-10-2005                                                             | Montevideo                                                             | Uruguay                                                                | 1 – 0                                                                  | Argentina                                                              | Qual. Mondiali 2006                                                    | -                                                                      | Ammonizione                                                            |
| 12-11-2005                                                             | Montevideo                                                             | Uruguay                                                                | 1 – 0                                                                  | Australia                                                              | Qual. Mondiali 2006                                                    | -                                                                      |                                                                        |
| 16-11-2005                                                             | Sydney                                                                 | Australia                                                              | 1 – 0 dts (4 – 2 dtr)                                                  | Uruguay                                                                | Qual. Mondiali 2006                                                    | -                                                                      | 110’                                                                   |
| Totale                                                                 |                                                                        | Presenze                                                               | 27                                                                     |                                                                        | Reti                                                                   | 6                                                                      |                                                                        |

## Palmarès

### Giocatore

#### Competizioni nazionali
- Campionato uruguaiano: 3

Nacional: 2000, 2001, 2002
- Liguilla Pre-Libertadores de América: 1

Nacional: 1999

#### Competizioni internazionali
- Coppa Sudamericana: 1

LDU Quito: 2009
- Recopa Sudamericana: 1

LDU Quito: 2009